# Stanisław Tarnowski (peintre)
Pour l’article homonyme, voir Stanisław Tarnowski pour l'historien.
Pour les articles homonymes, voir Tarnowski.
Stanisław Tarnowski (né le 8 mai 1838 à Wróblewice et mort le 2 juillet 1909 à Śniatynka) est un peintre polonais.

## Biographie
Stanisław Tarnowski est le fils de Walerian Tarnowski et Ernestyna Tarnowska, le frère entre autres de Władysław Tarnowski, et le cousin de professeur Stanisław Tarnowski. Il fut un peintre paysagiste, élève de Maszkowski à Lemberg (où il a appris avec Artur Grottger), et de Dembowski à Cracowie. Stanisław a posé pour de nombreux tableaux de Grottger.

## Galerie

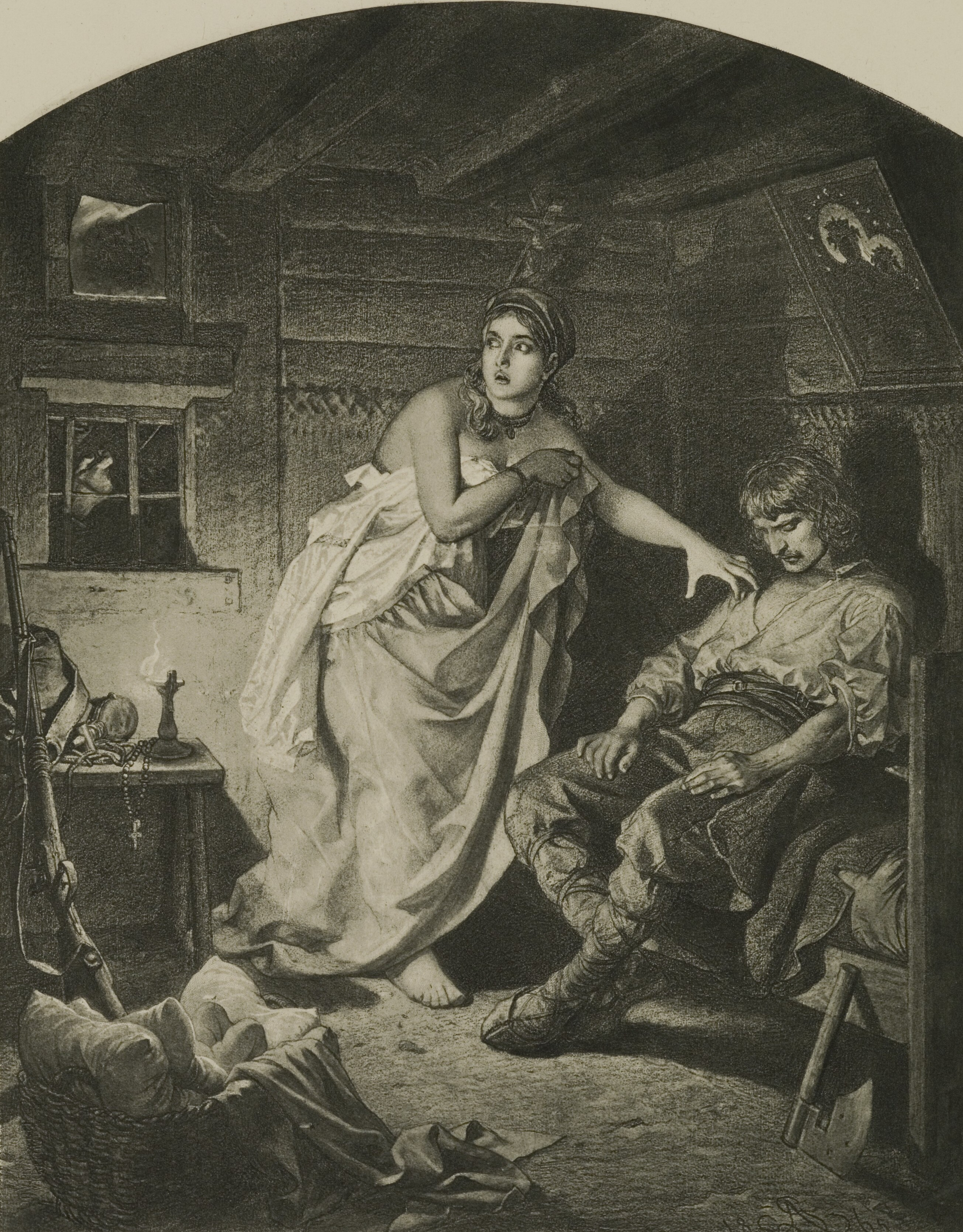
Le Présage (Znak) par Artur Grottger[3],
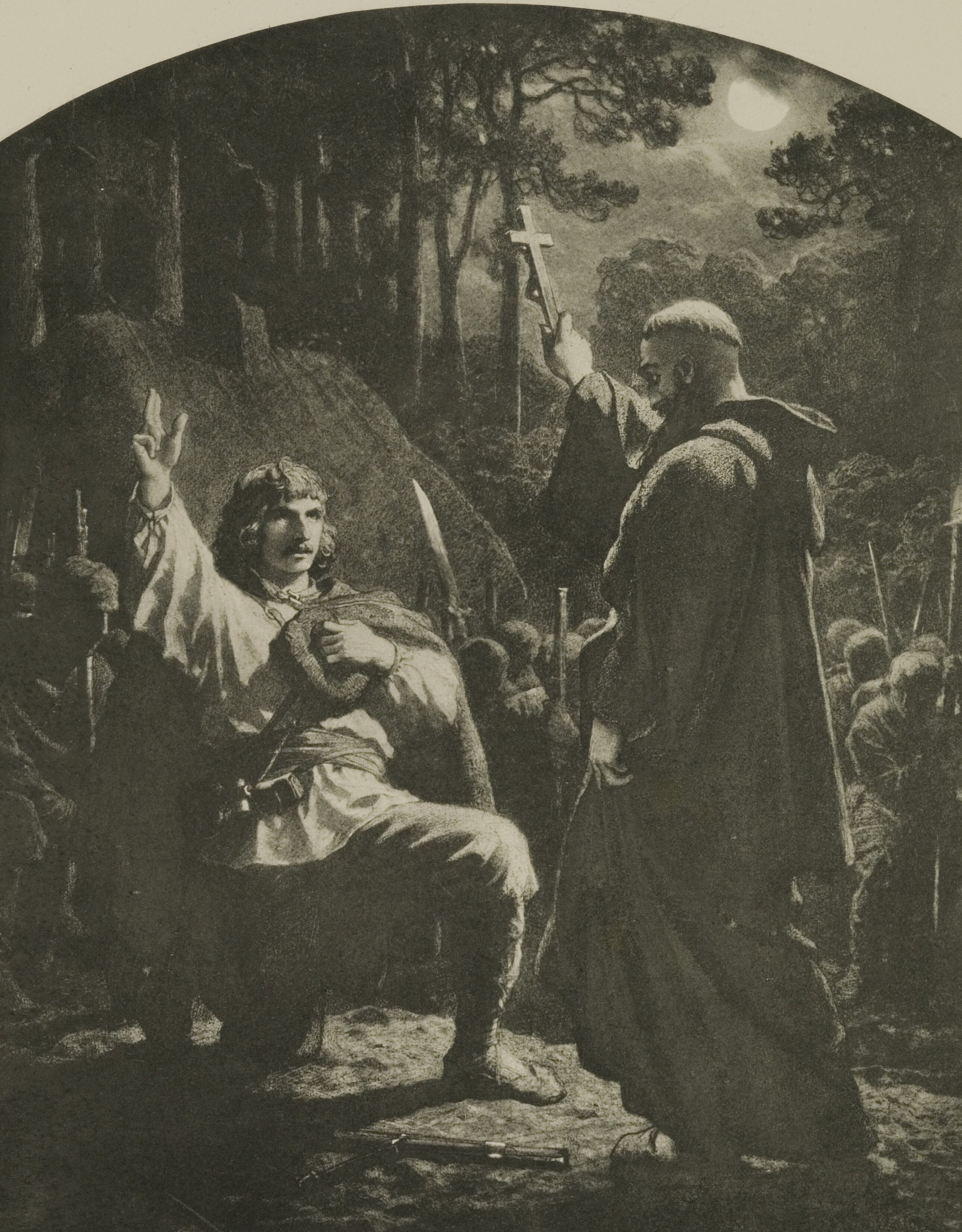
Le Serment  (Przysięga) par Artur Grottger
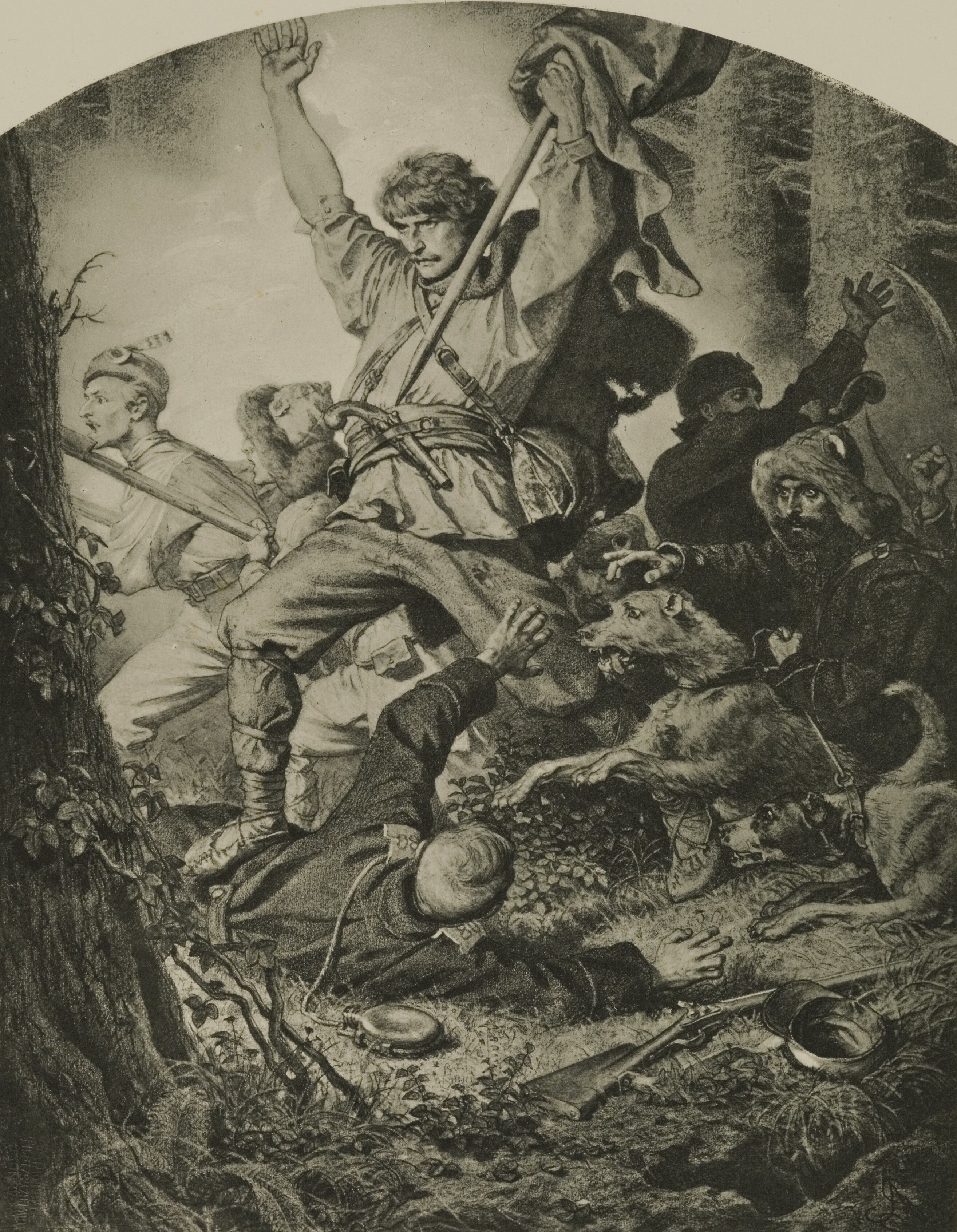
Le Combat (Bój) par Artur Grottger[5],[6],
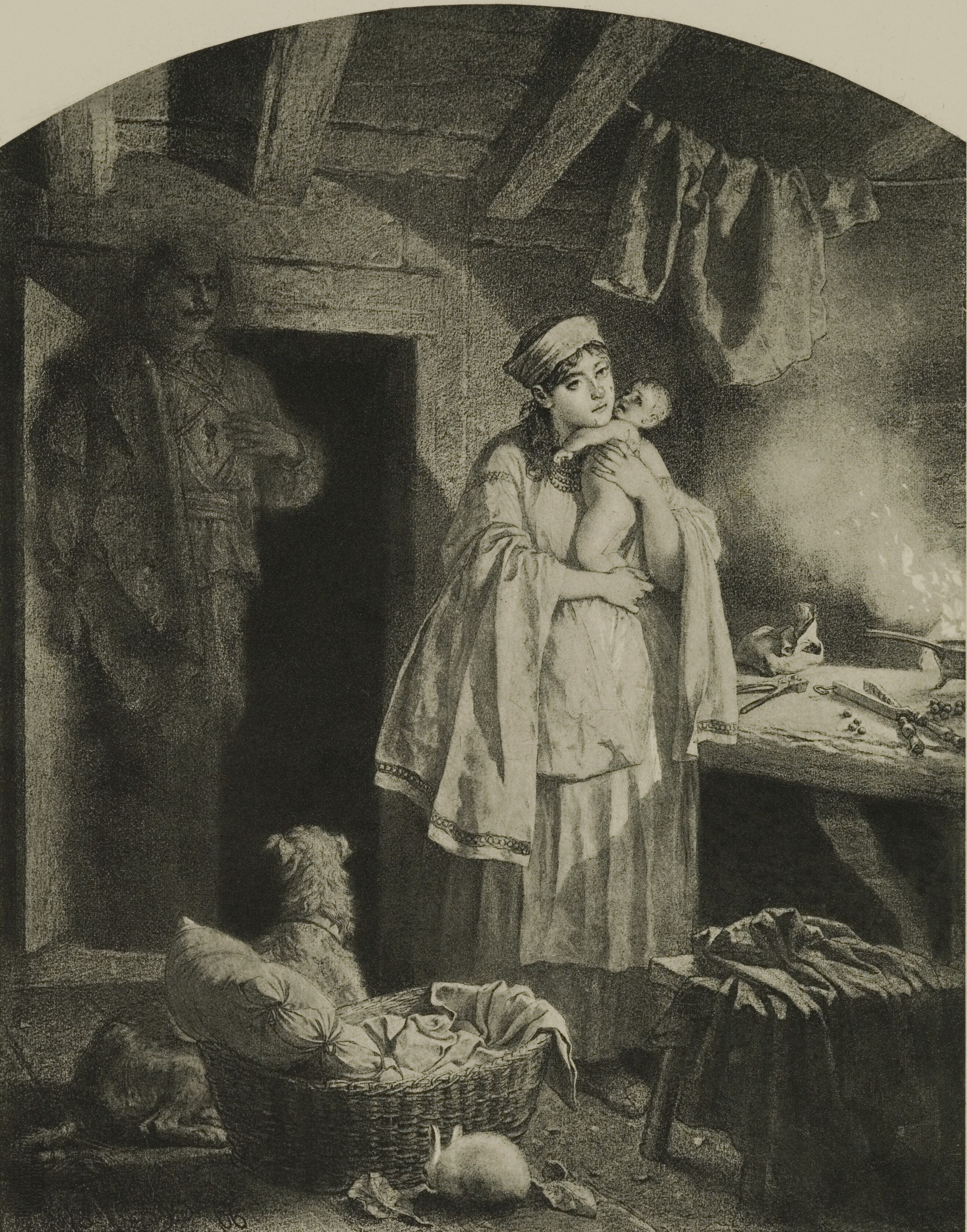
Le Revenant (Duch) par Artur Grottger[8],
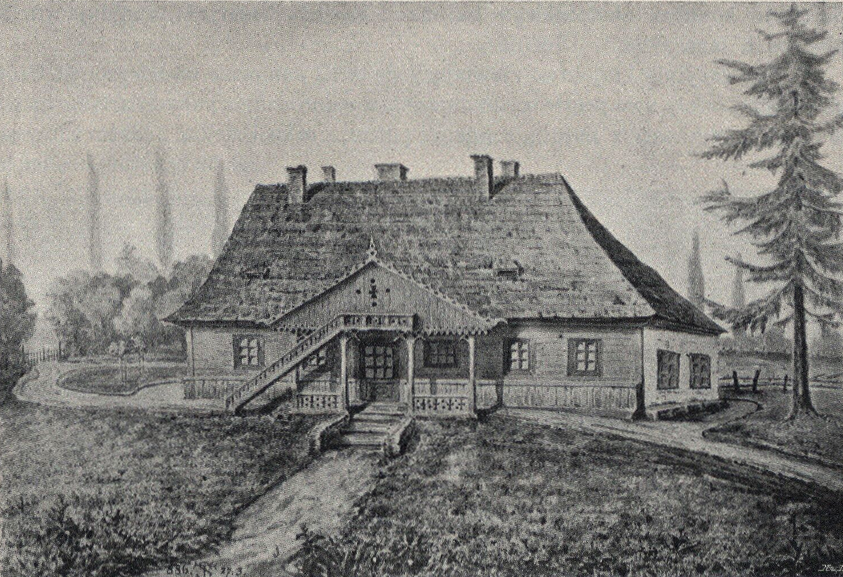
Manoir à Śniatynka par Stanisław Tarnowski (Le « Manoir » était, à l'origine, une cabane de chasse, mais aussi la première maison de Stanisław et atelier de Artur Grottger)